# Pont Theodor-Heuss (A6)
Le Theodor-Heuss-Brücke (A6) est un pont sur le Rhin entre Frankenthal et Mannheim. Il porte le nom du premier président fédéral Theodor Heuss. Il mène l'autoroute 6 sur la section du Rhin supérieur reliant les États fédéraux de Rhénanie-Palatinat à l'ouest et de Bade-Wurtemberg à l'est. La particularité du pont est une piste pour piétons et cyclistes au milieu ; les montés sont situés dans les piliers séparant les deux têtes de pont. 

## Situation géographique
Le pont enjambe le fleuve au kilomètre 432,6 du Rhin à une altitude d'environ 108 m altitude au nord des villes de Ludwigshafen et Mannheim dans une direction est-ouest sur la route Sarrebruck-Kaiserslautern-Mannheim-Viernheimer Dreieck. La rive ouest du Rhin se trouve sur le territoire communal de Frankenthal et la rive est sur celui de Mannheim.

## Construktion
La longueur de la structure à quatre voies, qui se compose de deux ponts d'avant-pays et du pont fluvial proprement dit entre les deux, est de 830 m. Le pont de l'avant-pays du côté ouest de la Rhénanie-Palatinat a trois voûtes et ceux du côté est en ont six. Les piliers et les arcs sont revêtus de grès rouge.
Le pont fluvial est formé d'une superstructure pour chaque sens de circulation et possède une poutre continue à deux travées comme système structurel dans le sens longitudinal.
Le pont fluvial est formé d'une superstructure pour chaque sens de circulation et possède une poutre continue à deux travées comme système structurel dans le sens longitudinal.
Comme il n'y a pas d'accotement sur le pont Theodor-Heuss, les accidents ou les travaux d'entretien entraînent souvent de longs embouteillages.

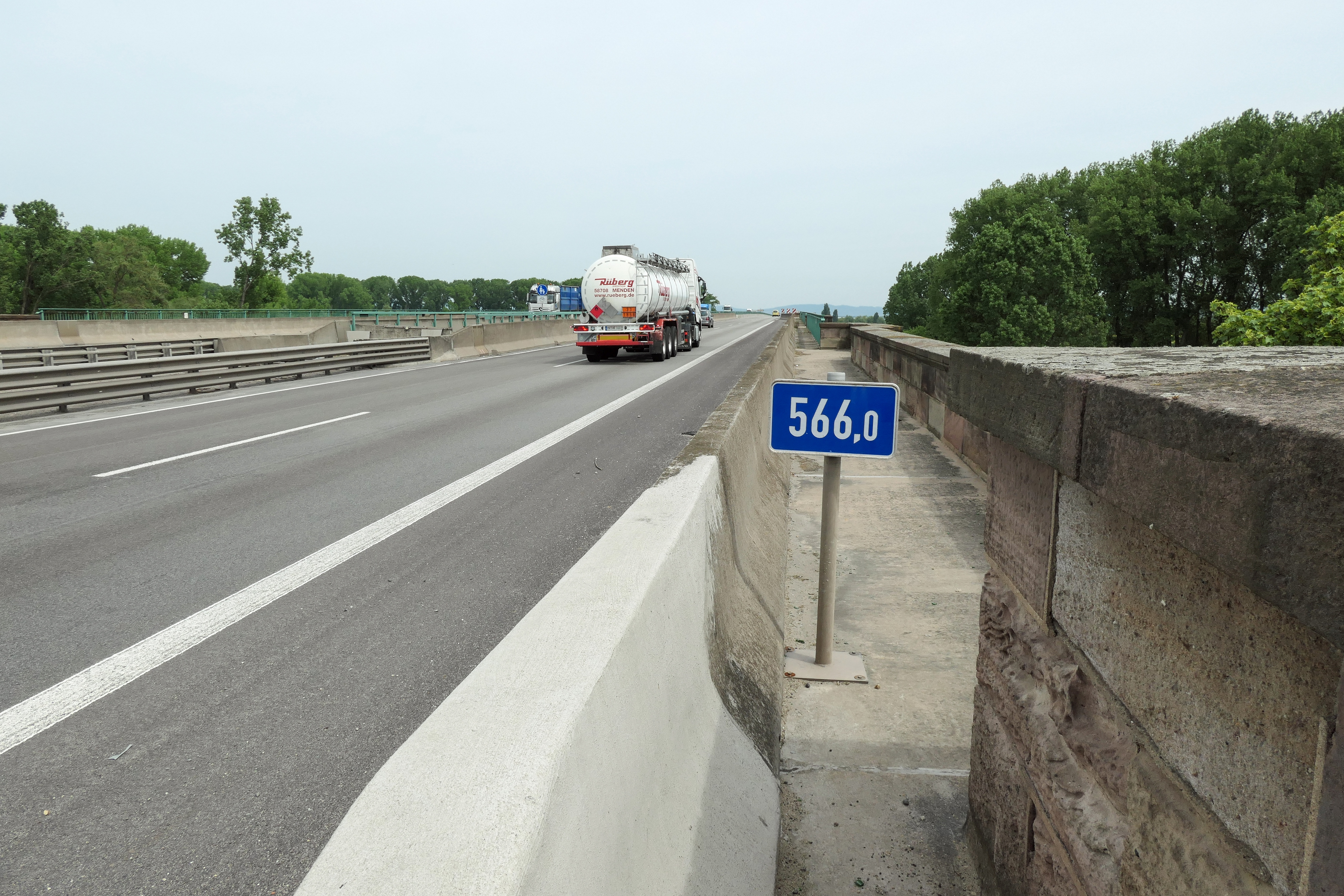
Direction Mannheim (km 566) sur la rive ouest
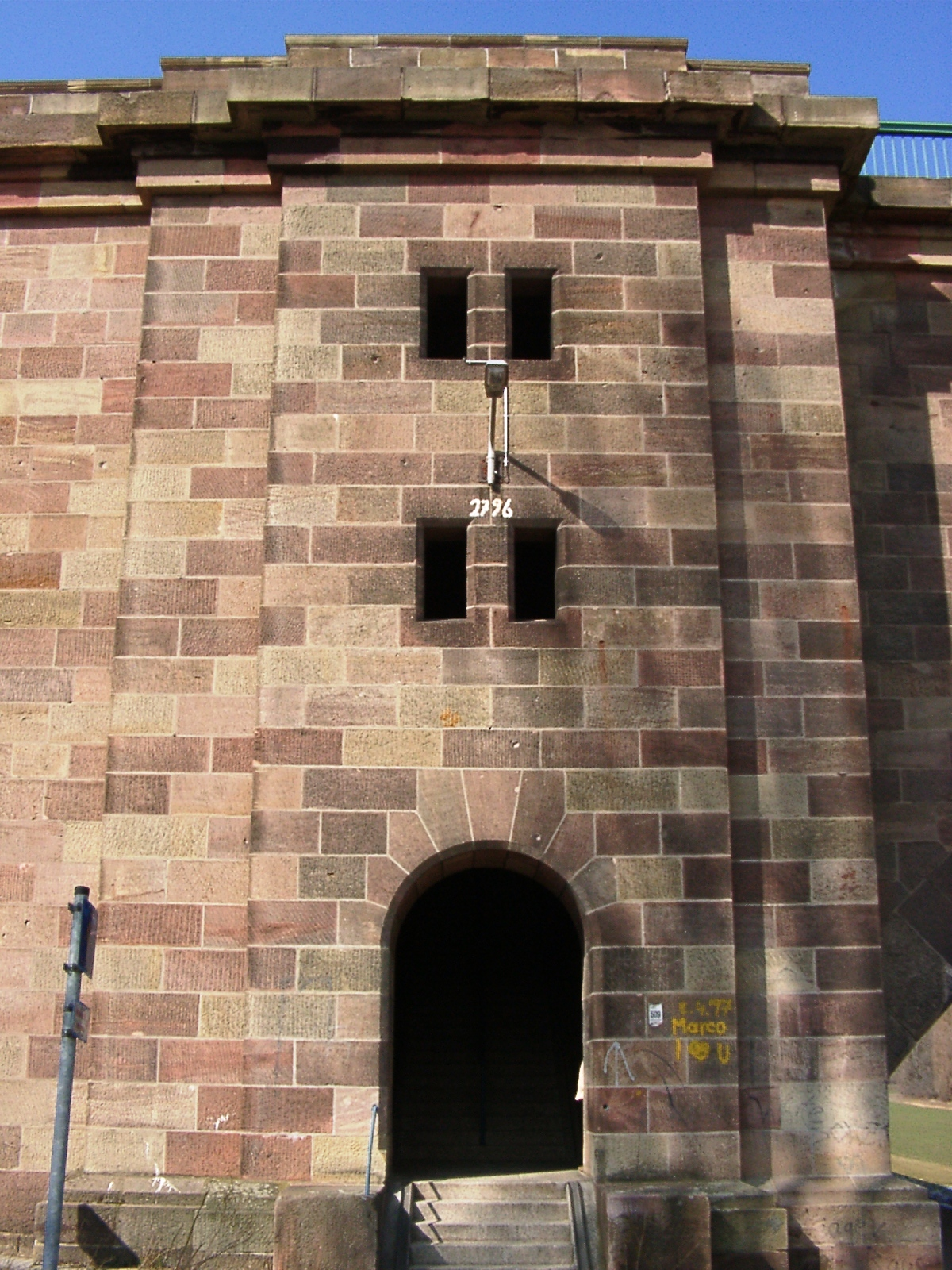
Entré ouest
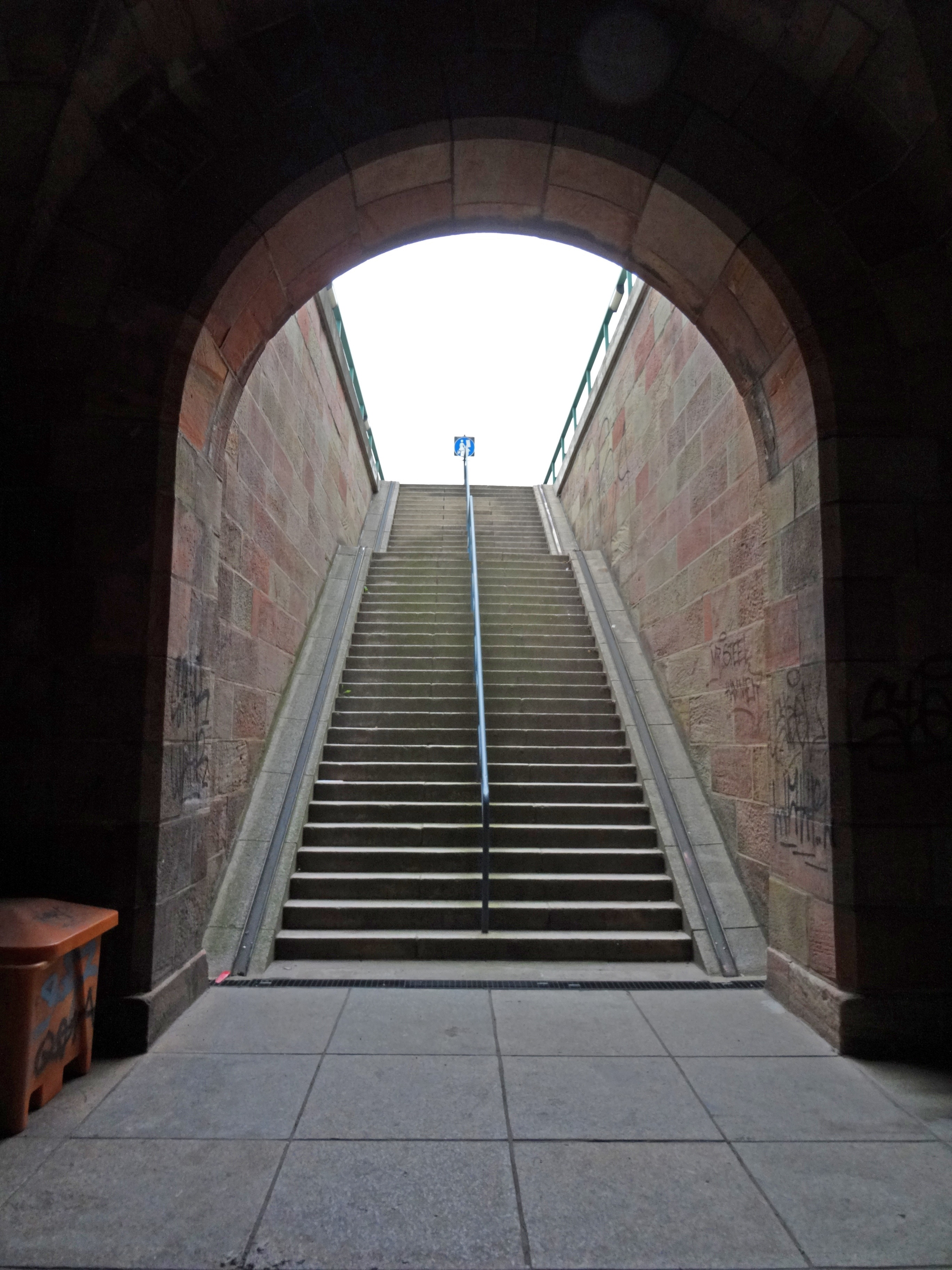
Escalier
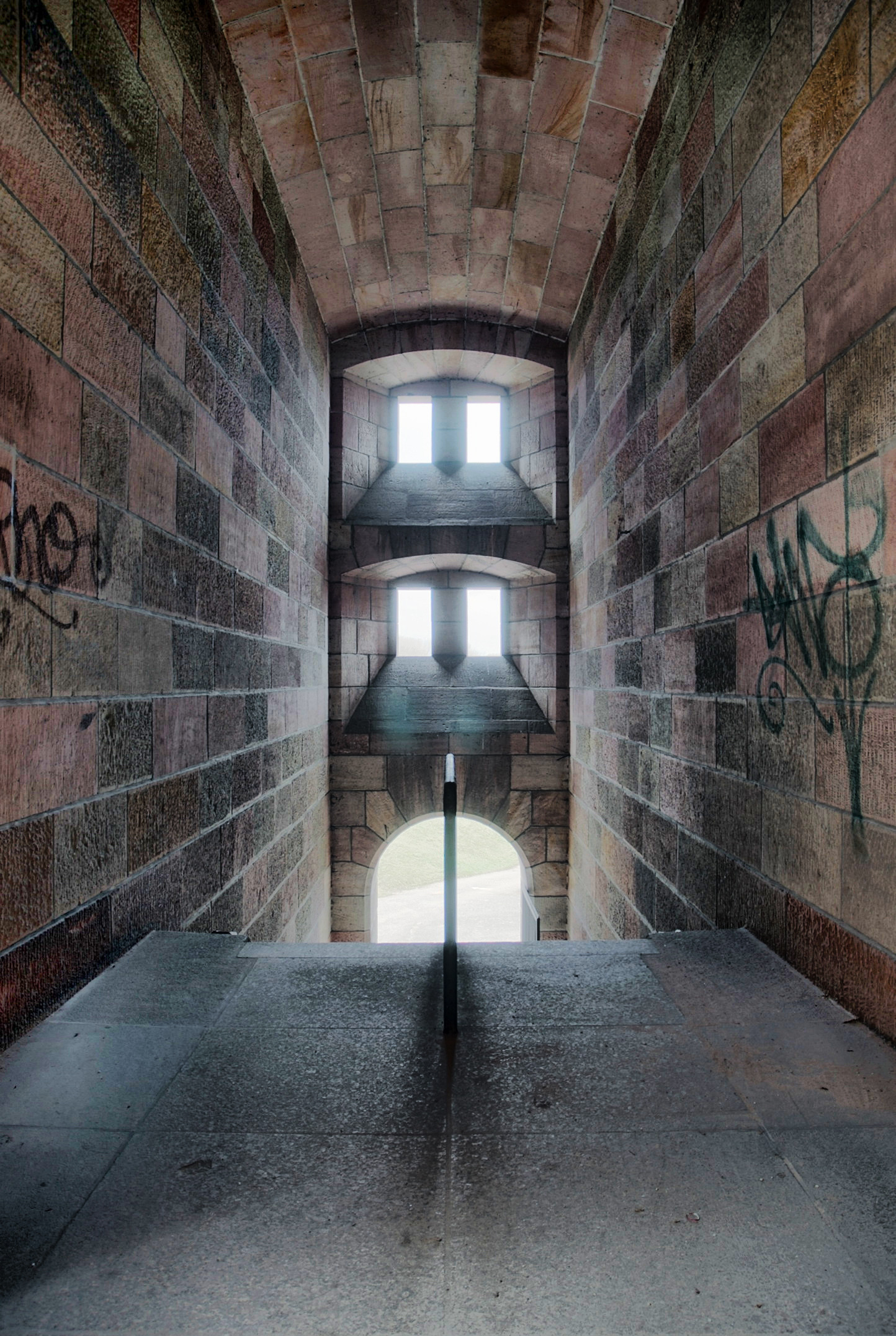
Escalier
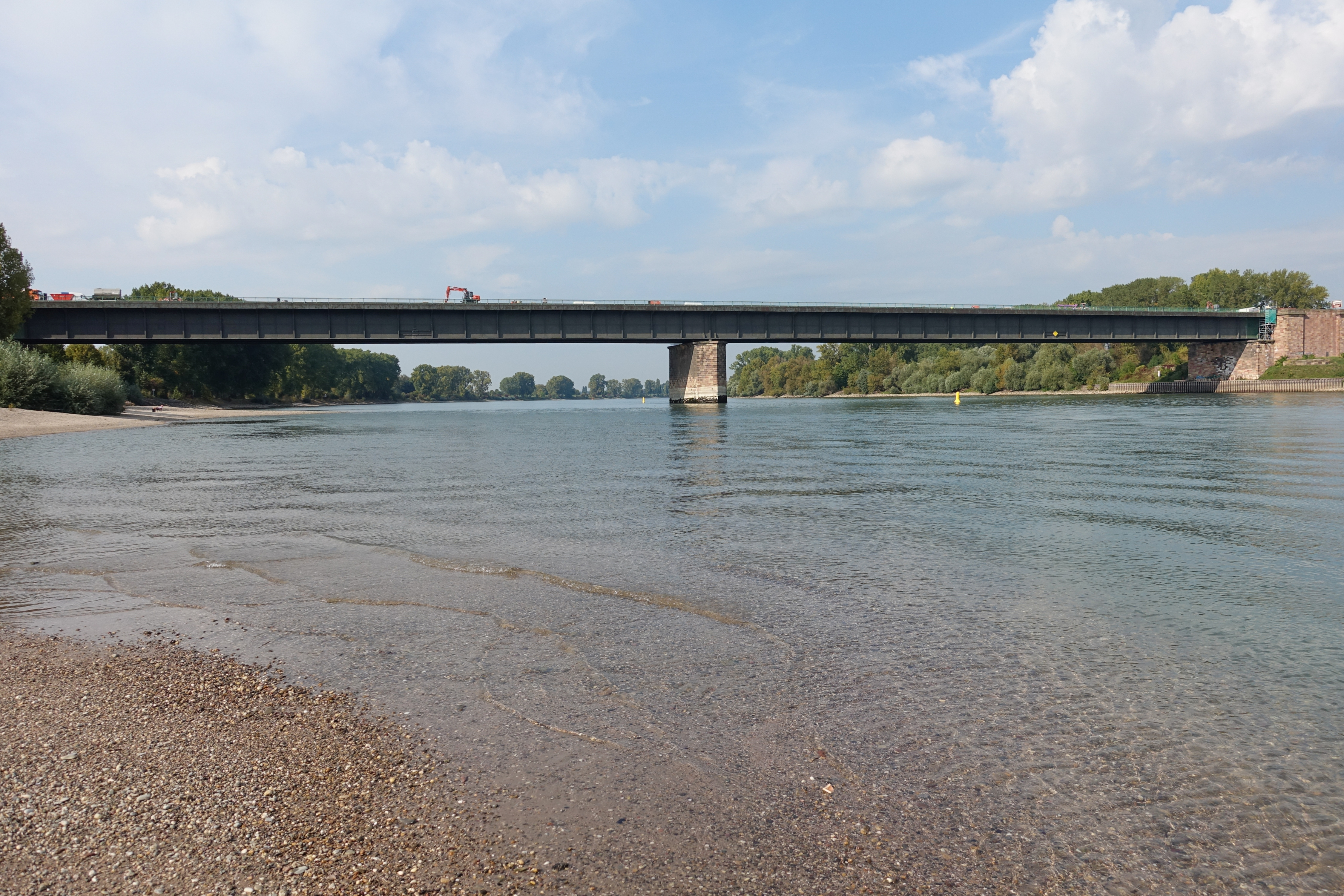
Partie centrale (pont fluvial) depuis la rive ouest
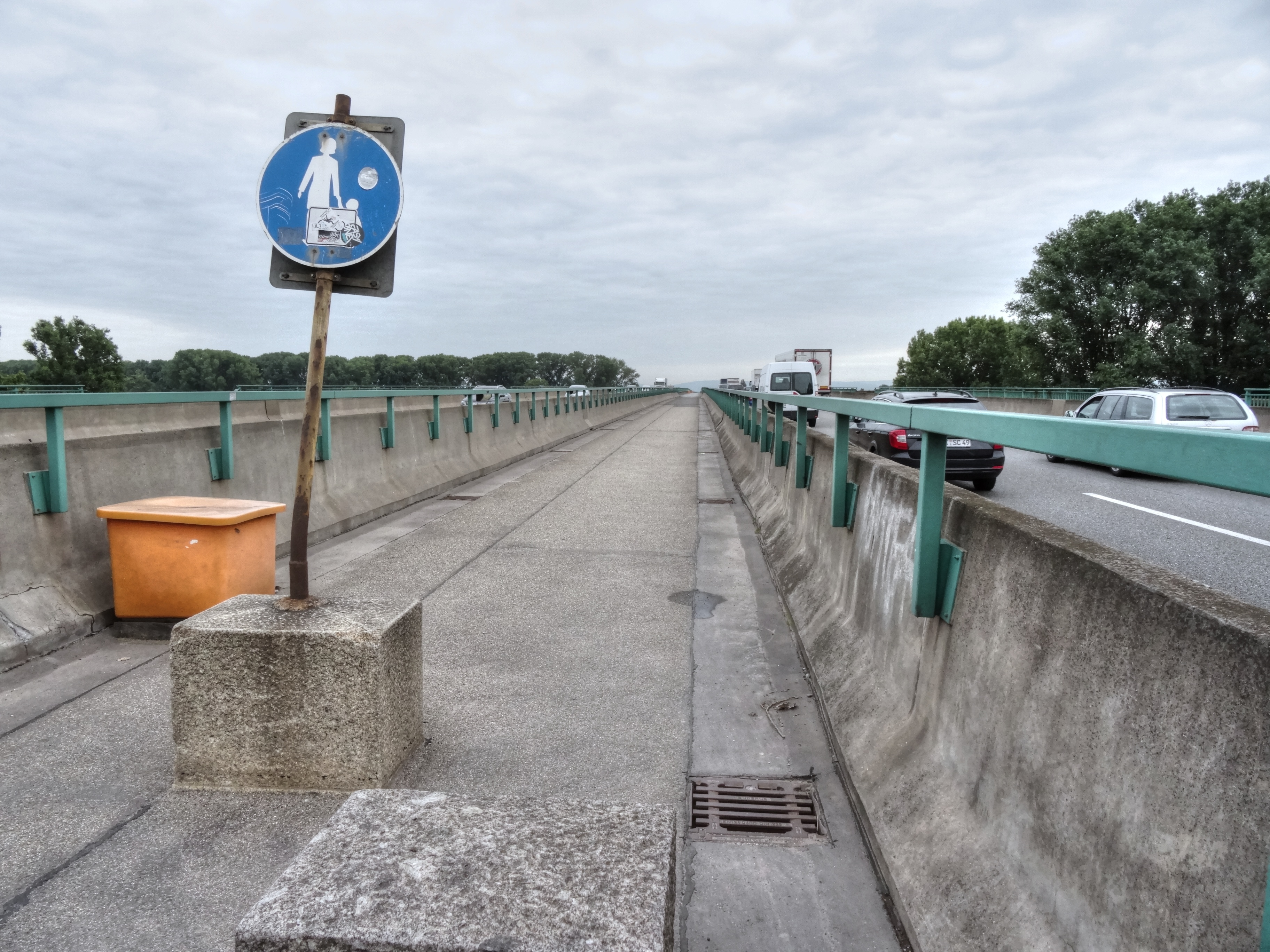
Passerelle entre les voies

## Histoire
La construction du pont, qui a été conçu par Friedrich Tamms, un architecte associé à Albert Speer, qui était proche d'Hitler, a commencé en 1938. À cette époque, le pont fluvial a établi un record pour un pont à poutres avec des poutres murales solides en dessous. La construction s'est déroulée en porte-à-faux avec des jougs auxiliaires à partir du pilier de flux dans les deux sens. Le 12 décembre 1940, un grave accident s'est produit lorsqu'une travée du pont fluvial entre le pilier fluvial et le pilier de la berge à Mannheim s'est effondré et une trentaine d'ouvriers sont morts. En conséquence et en raison de l'avancée de la Seconde Guerre mondiale, la poursuite de la construction a été suspendue.
Les travaux ne reprennent qu'en avril 1949. Le 9 septembre 1950, la première partie du pont côté aval à deux voies a été ouverte à la circulation par le ministre fédéral des transports Hans-Christoph Seebohm ; quelques jours plus tard, Theodor Heuss visita le pont qui porte son nom. Heuss n'était pas content que le pont porte son nom pendant son mandat et sans son consentement. Le pont a finalement été achevé avec les quatre voies en 1964.
Le pont de la section Bade-Wurtemberg est classé monument culturel technico-historique depuis 2013.